# Аддлери, Николас
Николас Дуане Аддлери (англ. Nicholas Duane Addlery; род. 7 декабря 1981, Кингстон, Ямайка) — ямайский футболист, выступавший на позиции нападающего. Известен по выступлениям в клубах Северной Америки и сборную Ямайки.

## Карьера

### Молодёжная карьера
Начинал заниматься футболом в Джамайка-колледже, с командой которого участвовал в Кубке Маннинга. Позднее выступал за команды различных возрастов клуба «Курвилл Гарденс», выступавшего в Лиге Сида Бартлетта, и молодёжную команду клуба «Реал Мона» выступавшего в KSAFA Major League.
Во время обучения в Пенсильванском университете в Калифорнии выступал во втором футбольном дивизионе Национальной ассоциации студенческой спорта с 1999 по 2002 за команду «Калифорния Валканс». Провёл за команду 75 матчей, забил 52 гола и отдал 20 голевых передач, что является вторым показателем результативности в истории команды.

### Клубная карьера
После окончания университета в 2003 году подписал свой первый профессиональный контракт с клубом T&T Про-лиги «Старуорлд Страйкерс», за который провёл 14 матче и забил 12 голов. В 2005 году переходит в другой клуб T&T Про-лиги «Сан-Хуан Джаблоти» за клуб провёл 16 матчей и забил 3 гола.
А 2006 году становиться первым футболистом с Ямайки в V-лиге подписав контракт с клубом «Дананг». В марте 2007 года подписывает контракт с клубом «Верджиния-Бич Маринерс», но через месяц у клуба была отозвана лицензия. В апреле 2007, после просмотра, заключил контракт с клубом MLS «Ди Си Юнайтед». Свой первый и единственный гол в MLS забил 28 июня 2007 года на 71-й минуте матча в ворота клуба «Колорадо Рэпидз».
В начале сезона 2008 подписывает контракт с клубом «Ванкувер Уайткэпс», с которыми выигрывает Первый дивизион ЮСЛ, в финале одолев «Пуэрто-Рико Айлендерс». Однако уже в ноябре клуб расторг контракт Николасом и Омаром Джаруном.
В феврале 2009 года подписал контракт с клубом «Пуэрто-Рико Айлендерс». Помог клубу обыграть в четвертьфинале Лиги чемпионов КОНКАКАФ клуб «Марафон», забив а обоих матчах. В полуфинале забил клубу «Крус Асуль», но во втором матче полуфинала клуб проиграл 3:1. Всего в сезоне во всех турнирах забил 15 голов. В ноябре 2009 года отдан в краткосрочную аренду в клуб сальвадорской Примеры «Агила», за который провёл 7 матчей и забил 5 голов.
После снятия с чемпионата из-за финансовых проблем клуба «Пуэрто-Рико Айлендерс», переходит в клуб «Каролина Рэйлхокс» в январе 2013 года, отыграв за клуб 9 матчей и забив 1 гол, покинул клуб и завершил карьеру.

### Международная карьера
Был членом молодёжной сборной на молодёжном Чемпионате мира 2001 проходившего в Аргентине. Также был членом олимпийской сборной Ямайки на отборочном турнире в Мексике.
В 2009 году был приглашён Джоном Барнсом в основную сборную. Дебютировал в сборной в матче против сборной Гаити 24 мая 2009 года, в том же матче забил единственный гол за сборную.

### Тренерская карьера
После завершения карьеры тренирует детей в Атланте, штат Джорджия в Gol Soccer Academy.
В 2018 году стал помощником своего бывшего одноклубника Омара Джаруна в клубе «Пичтри Сити МОБА».

## Достижения
- Победитель USL First Division: 1 (2008)
- Победитель USSF Division 2: 1 (2010)
- Победитель Клубный чемпионат Карибского футбольного союза: 2 (2010, 2011)